# Modane
Modane – miejscowość i gmina we Francji, w regionie Owernia-Rodan-Alpy, w departamencie Sabaudia. W 2017 roku populacja gminy wynosiła 3235 mieszkańców. Na jej obszarze znajduje się w Parc national de la Vanoise.
W Modane znajduje się północny wylot kolejowego Tunelu Fréjus - zbudowanego w latach 1857–1870, a oddanego do eksploatacji 17 września 1871 roku, pierwszego w historii wielkiego tunelu pod Alpami.

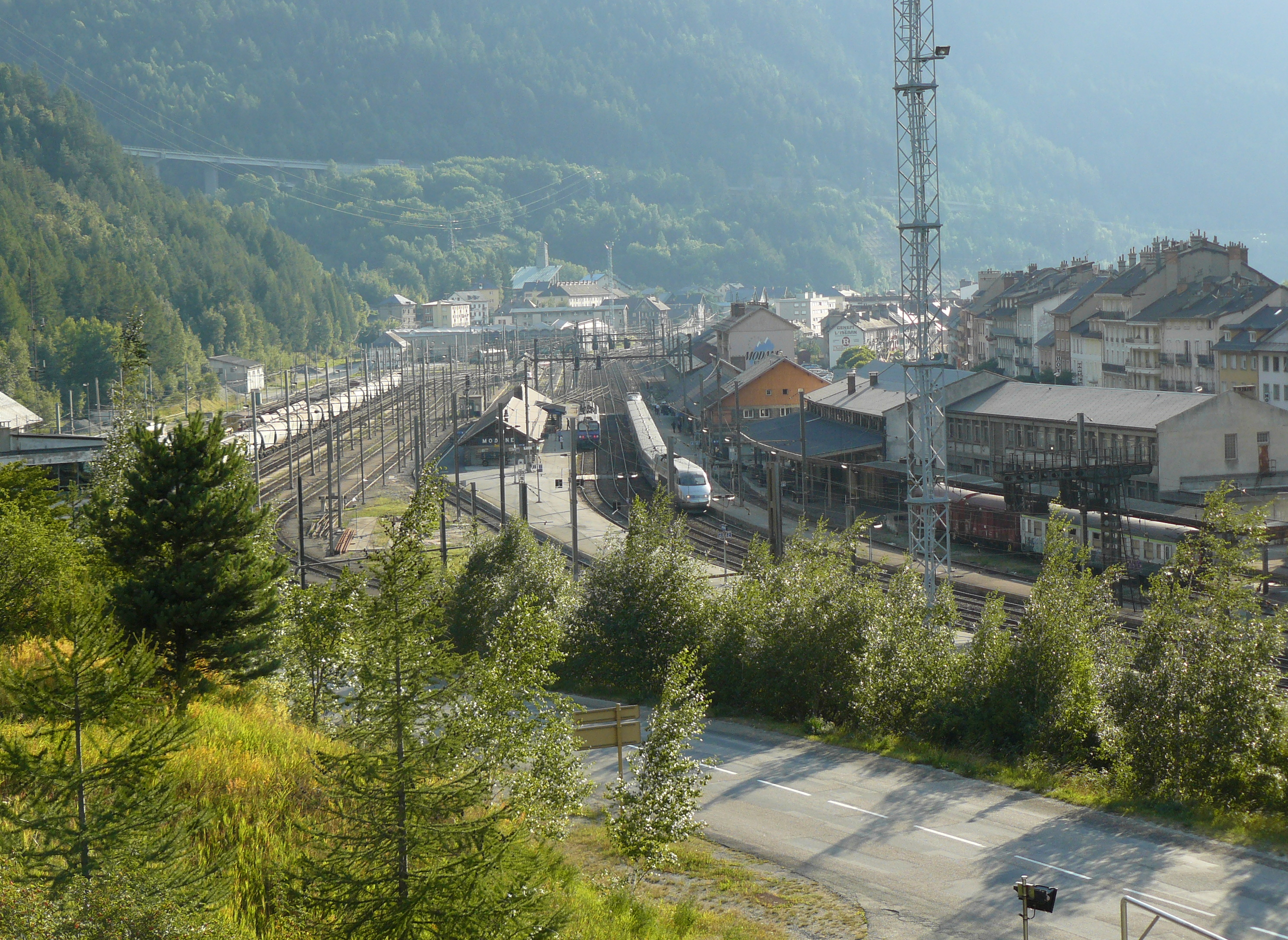
Dworzec kolejowy w Modane, 2008
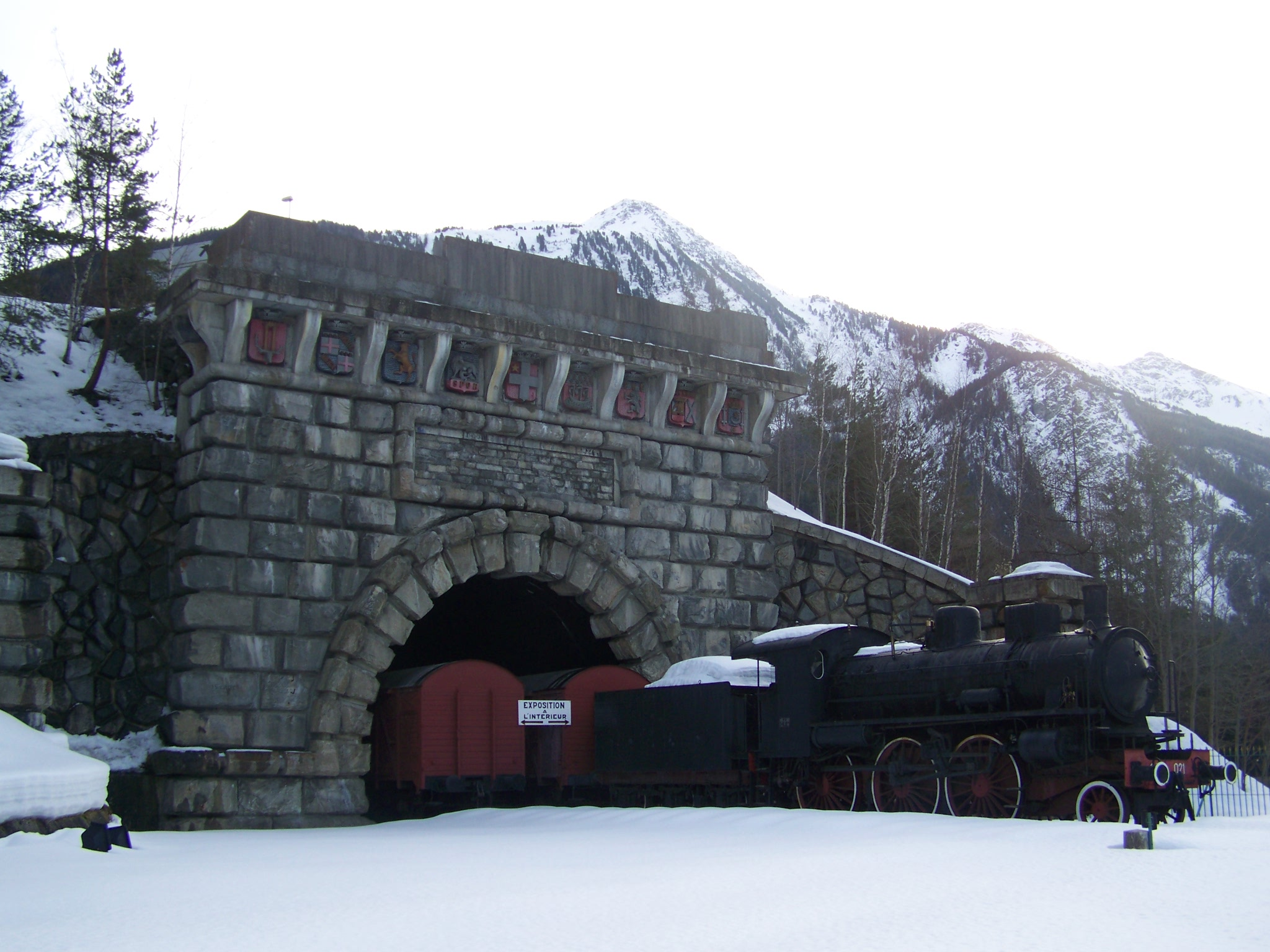
Zabytkowy tunel kolejowy w Modane, 2009